# Rodrigo Parreira
Rodrigo Parreira da Silva (Uberlândia, 9 de setembro de 1994) é um atleta paralímpico brasileiro. Conquistou uma medalha de prata e uma de bronze nos Jogos Paralímpicos de Verão de 2016 no Rio de Janeiro, representando seu país na classe T36. 